# Rufoclanis subjectus
Rufoclanis subjectus är en fjärilsart som beskrevs av Walker 1869. Rufoclanis subjectus ingår i släktet Rufoclanis och familjen svärmare. Inga underarter finns listade.